# Windows CardSpace
Windows CardSpace was een mechanisme dat door Windows werd gebruikt voor User Centric Identity Management. CardSpace was een onderdeel van het .NET 3.0 framework.
CardSpace was een implementatie van het Identity Metasystem zoals dat door Kim Cameron was ontwikkeld. Door het gebruik van CardSpace zouden er geen identificatiegegevens (zoals gebruikersnaam en wachtwoord) over een netwerk te hoeven worden verstuurd. Daarmee zou het niveau van beveiliging worden verhoogd.

## Windows
CardSpace was als onderdeel van .NET 3.0 aanwezig in Windows Vista en Windows 7. Het .NET 3.0 framework was ook beschikbaar als update voor Windows XP. De CardSpace-interface was te vinden in het Configuratiescherm van Windows.

## InfoCard
Een belangrijk onderdeel van CardSpace was de Identity Selector, waarmee iemand een InfoCard, een visuele weergave van een digitale identiteit, kon selecteren om zich daarmee aan te melden op een server of website.
Om het gebruiksgemak van CardSpace te vergroten, was de identiteitenselector vormgegeven naar de metafoor van een portefeuille met pasjes. Bij het openen van een website, werd door de browser de identiteitenselector opgeroepen. De identiteitenselector toonde de verzameling van digitale identiteiten waaruit de gebruiker een digitale identiteit kon kiezen. Een gebruiker koos uit de verzameling InfoCards (die ieder een andere digitale identiteit bevatten) de kaart met de identiteit die de kenmerken bezat om gebruik te mogen maken van de server of website.
Een gebruiker kon op verschillende manieren een digitale identiteit aan de CardSpace portefeuille toevoegen. De gebruiker kon zelf een InfoCard genereren, of iemand kon een digitale identiteit van een externe Identity Provider krijgen.
De verzameling digitale identiteiten werd op een beveiligde locatie in het operating system bewaard, zodat een ongeautoriseerde geen gebruik kon maken van andermans InfoCards.

## Open standaard
CardSpace was opgezet om volledig te voldoen aan open standaarden. Zo voldeed CardSpace aan de in Web Services Definition Language gedefinieerde protocollen en aan standaard protocollen zoals SAML. Hierdoor was het mogelijk om te communiceren met producten en processen buiten producten van Microsoft.
Zo was er bijvoorbeeld een plug-in voor Mozilla Firefox en kon ook Higgins (een opensourceframework) overweg met CardSpace. Ook werkte CardSpace samen met OpenID.

## Beëindiging
In 2011 besloot Microsoft om de ontwikkeling en ondersteuning van Windows CardSpace te beëindigen. Volgens Microsoft was het mechanisme ondertussen technisch ingehaald door andere, modernere technieken om gebruikers over meerdere platformen te identificeren. CardSpace werd vanaf Windows 8 niet meer ondersteund.